# Turbo timer
Turbo timer – urządzenie, które powoduje, że silnik spalinowy z turbosprężarką wyłącza się z opóźnieniem.
Temperatura turbosprężarki może sięgać setek stopni Celsjusza, dlatego ważne jest aby przed wyłączeniem silnika pozostawić go przez pewien czas włączonym w celu ochłodzenia turbosprężarki.
Turbo timer pozwala na pracę silnika po wyjęciu kluczyka ze stacyjki przez określony przez użytkownika czas. Dzięki temu urządzeniu kierowca nie musi pozostawać w samochodzie, a silnik sam się wyłączy po ochłodzeniu turbosprężarki.